# Čugoku
Čugoku (japonsko 中国地方 Chūgoku-chihō ali regija San'in-San'yō) je regija v južnem delu japonskega otoka Honšu in zajema pet prefektur: Totori, Šimane, Jamaguči, Hirošima in Okajama. Prefektura Totori je najmanj poseljena Japonska prefektura, takoj za prefekturo Šimane.
Večina regije je gričevnate s posameznimi območji ravnine.